# Об'єднання українців світу
«Об’єднання українців світу» — Міжнародна громадська організація. Створена в Україні 19 березня 2004 року в м. Черкаси. Мета організації — консолідація зусиль світового українства у громадській, культурній, економічній, інформаційній, туристичній сферах життя.
Президент міжнародної організації «Об’єднання українців світу» — Поплавський Михайло Михайлович, почесний ректор Національного університету культури і мистецтва.
Голова Високої Ради Об’єднання — Колодочка Володимир, місцевий громадський діяч.
Адреса у Києві: 01042, Україна, м. Київ, вул. Чигоріна, 20

## Базова структура
Базова структура «Об’єднання українців світу» розташовувана в м. Черкаси, з якими пов’язано імена багатьох великих українців: Тараса Шевченка, Байди Вишневецького, Богдана Хмельницького.